# Erik Rudbeck
Erik Rudbeck, född 1833 i Idensalmi, död 1867, var en finländsk sagosamlare. 
Som gymnasieadjunkt i Kuopio, samlade och utgav han finska folksagor i fyra häften mellan 1852 och 1866. Han nedtecknade sagorna som de utgått ur folkets mun, dock så, att språket är befriat från dialektegenheter. Rudbeck studerade även andra folks sagor, varför han vid varje av honom utgiven finsk saga kunde ange liknande hos andra, även långt avlägsna folk. Dessa jämförelser publicerade han till exempel i en artikel i "Litteraturblad för allmän medborgerlig bildning" 1854 med titeln Försök att utreda folkäventyrets egendomliga karakter. Den folkliga, poetiska stil, som Rudbeck tillägnat sig ur folksagorna, återfinns i hans andra arbeten, bland vilka särskild märks flera skrifter för barn. Som författare nyttjade han pseudonymen Eero Salmelainen.